# Phrynobatrachus asper
Phrynobatrachus asper är en groddjursart som beskrevs av Laurent 1951. Phrynobatrachus asper ingår i släktet Phrynobatrachus och familjen Phrynobatrachidae. IUCN kategoriserar arten globalt som otillräckligt studerad. Inga underarter finns listade i Catalogue of Life.